# Jardin sec
Ne doit pas être confondu avec Jardin xérophile.
Un jardin sec (枯山水, karesansui) est un jardin japonais composé de sable, de rochers, de graviers et de mousse, en général sans autres plantes. 

## Principes
De nombreux jardins secs ont été créés à partir du début du XVe siècle dans les monastères et les temples zen, d'où leur nom courant de « jardin zen ». Ces jardins ont le plus souvent un caractère abstrait et sont réalisés avec une économie de moyens conforme à la volonté zen d'éliminer le superflu, qui tranche avec la profusion des jardins des époques précédentes. Il ne subsiste que la pierre et le sable. En l'absence d'eau, celle-ci est suggérée par le sable ou les graviers, où sont dessinés au râteau des motifs de vagues. Occasionnellement, on admet des arbustes taillés, à feuilles persistantes.
Une autre caractéristique du jardin sec est la petitesse des dimensions : réfutant la distinction entre le gigantesque et le minuscule, le jardin sec s'insère dans une courette du monastère. Le moine peut méditer devant cet univers de poche, son entretien fait partie des activités manuelles quotidiennes. Son absence de couleurs l'apparente à la peinture monochrome (sumi-e) de la période Song.

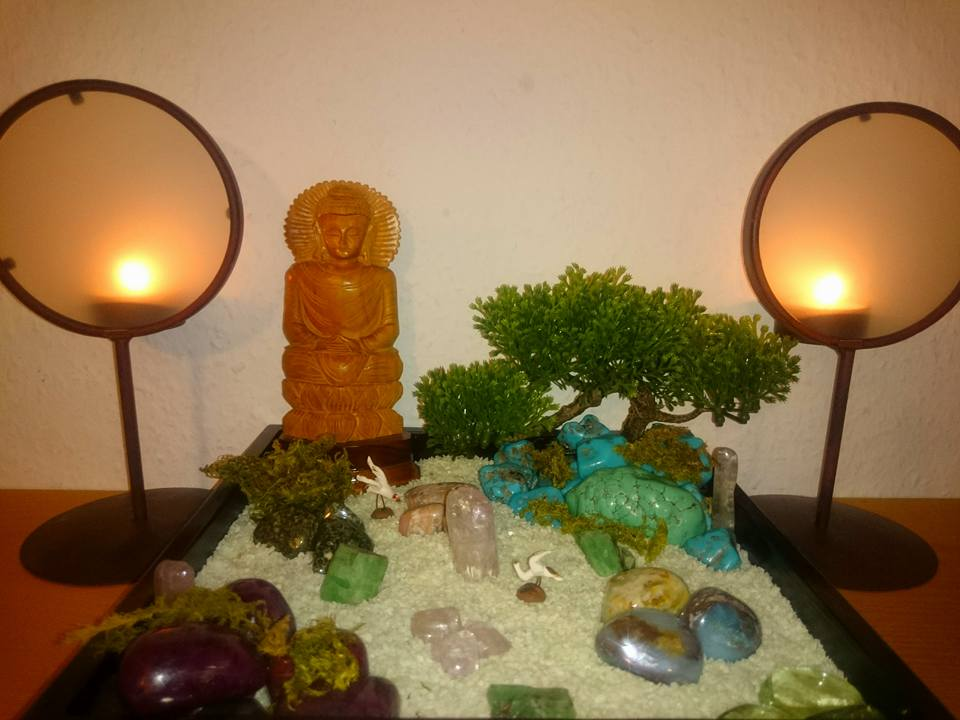
Jardin de pierres miniature pour intérieur, avec une statue de Bouddah, un bonsaï et des pierres semi-précieuses.

## Le jardin zen du temple Ryōan-ji

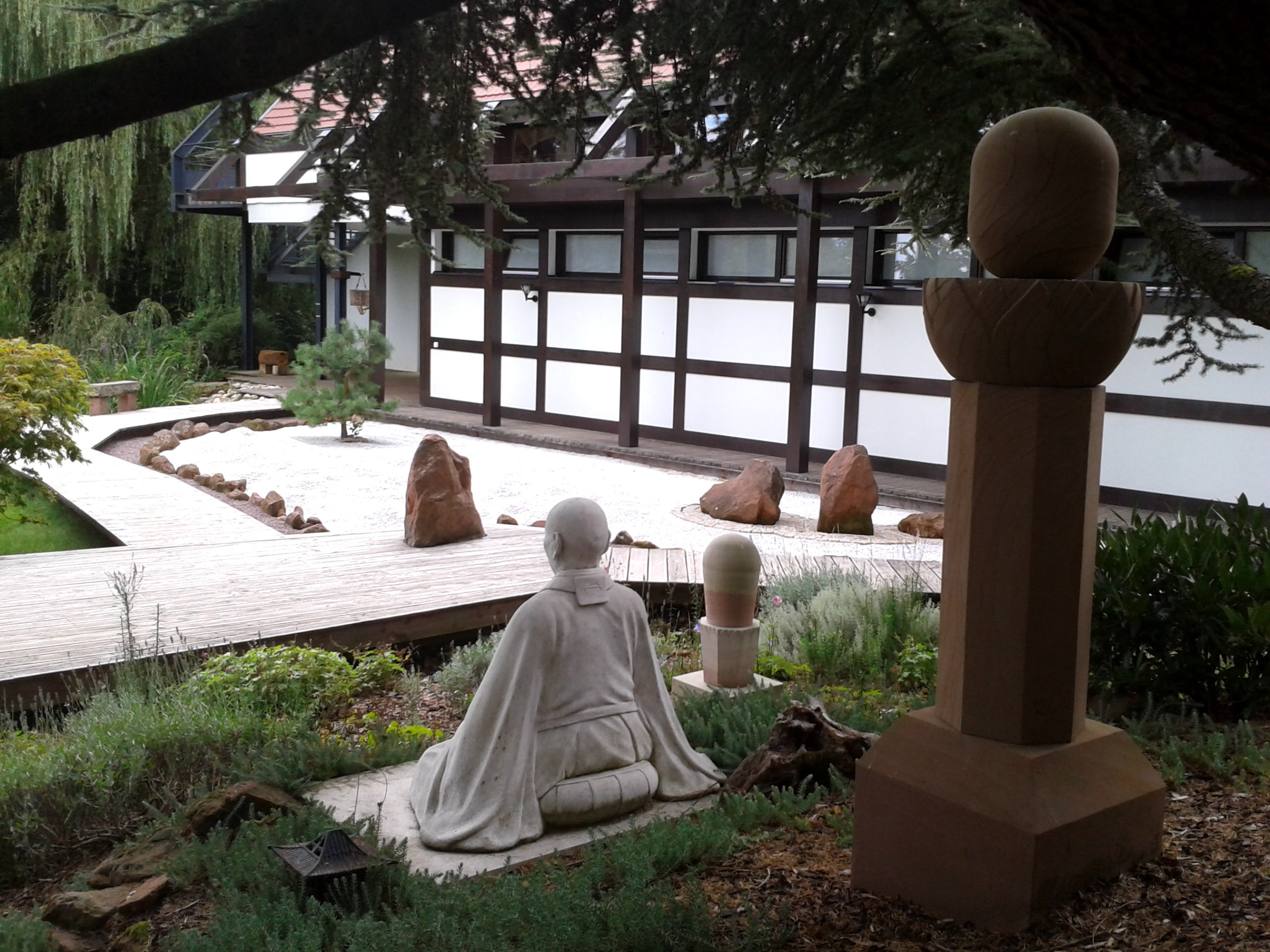
Sculpture du maître zen Taisen Deshimaru dans le jardin zen du temple Kosan Ryumonji à Weiterswiller en Alsace

Le plus célèbre jardin zen est situé dans le temple Ryōan-ji de Kyoto, Japon. Ce temple appartient à l'école Myōshin-ji, une branche de l'école zen Rinzai. Le ou les concepteurs du jardin sont inconnus, il pourrait s'agir de Tessen Sôki, ou bien du peintre Sōami, dont l’œuvre architecturale aurait été réalisée par le moine Tesshu (auteur des mondes en petit[Quoi ?]) aidé par Kotaro et Hikojiro. Le jardin est surplombé par la terrasse du temple où les moines viennent méditer.
Après plusieurs incendies et des reconstructions dont la plus ancienne date de 1488, le temple fut modifié. Le jardin actuel mesure trente mètres de long et dix mètres de large. À sa création, il faisait 108 tatamis de surface (197 m2) en référence aux 108 grains des chapelets bouddhistes. Il contient quinze roches grisâtres de différentes tailles, réparties en cinq groupes de deux, trois ou cinq pierres, d'où cinq îlots, certaines entourées de mousse. Un vieux mur décrépi constitue le fond. Les pierres sont posées sur un tapis de sable blanc kaolin, ratissé chaque jour. Les roches sont disposées de façon que les visiteurs ne voient d'un seul regard que douze, treize ou quatorze pierres sur les quinze en place. 
Il est le jardin zen le plus visité au monde. Il a suscité de nombreuses publications et des interprétations les plus diverses : les pierres symboliseraient les seize disciples éminents du Bouddha, quoiqu'il manque une pierre dans cette hypothèse, ou bien une tigresse aidant ses petits à traverser une rivière. Les Occidentaux ont pensé que ce lieu représentait la terre avec ses cinq continents, telle qu'elle était perçue avant que l'on sache qu'elle était ronde.[réf. nécessaire] Ce karesansui symbolise des principes de l'enseignement du Bouddha historique, hypothèse la plus probable.
Pourtant, à l'époque de Muromachi, le jardin était célèbre non pour ses pierres mais pour son cerisier et la beauté de ses fleurs. Une fois mort, le cerisier a été abattu, et le jardin est devenu minéral.
Le jardin zen de Montvendre dans la Drôme est une copie architecturale de celui de Ryôan-ji, réalisée à partir du plan d'origine retrouvé dans les années 1990 présenté sur le site de Ryoân-ji.